# Bruno Moreira
Bruno Moreira, mit vollem Namen Bruno Daniel Pereira Castro Moreira (* 6. September 1987 in Vila Nova de Famalicão), ist ein portugiesischer Fußballspieler.

## Karriere

### Verein
Bruno Moreira erlernte das Fußballspielen in den Jugendmannschaften vom FC Famalicão, dem FC Porto und Sporting Braga. Seinen ersten Vertrag unterschrieb er 2006 in seiner Geburtsstadt Vila Nova de Famalicão bei GD Joane. Mit dem Verein spielte er in der vierten Liga. Mitte 2007 wechselte er zum Varzim SC. Mit dem Verein aus Póvoa de Varzim spielte er in der zweiten Liga, der Segunda Liga. Für Varzim absolvierte er 37 Spiele. Anfang 2011 verpflichtete ihn der Ligakonkurrent Moreirense FC aus Moreira de Cónegos. 41-mal spielte er für den Klub in der zweiten Liga. Der in der ersten Liga, der Primeira Liga, spielende Nacional Funchal nahm ihn Mitte 2012 unter Vertrag. Von Juli 2013 bis Dezember 2013 wurde er an den bulgarischen Verein ZSKA Sofia ausgeliehen. Der Verein aus Sofia spielte in der ersten Liga des Landes, der A Grupa. Nach Vertragsende bei Nacional unterschrieb er Anfang 2014 einen Vertrag beim Zweitligisten GD Chaves in Chaves. Bei Chaves spielte er bis zur Sommerpause. Mitte 2014 nahm ihn der Erstligist FC Paços de Ferreira aus Paços de Ferreira unter Vertrag. In 57 Spielen erzielte er 24 Tore. Nach Asien zog es ihn Mitte 2016. In Thailand unterschrieb er einen Vertrag bei Buriram United. Der Verein aus Buriram spielte in der ersten Liga des Landes, der Thai Premier League. 2016 gewann er mit Buriram den Thai League Cup. Nach einem halben Jahr in Thailand kehrte er Anfang 2017 wieder in sein Heimatland zurück. Hier schloss er sich bis Mitte 2018 seinem ehemaligen Verein FC Paços de Ferreira an. Im Juli 2018 nahm ihn Ligakonkurrent Rio Ave FC aus Vila do Conde unter Vertrag. Im Januar 2021 schloss er sich dann Portimonense SC an und sechs Monate später ging er zu CD Trofense.

### Nationalmannschaft
Bruno Moreira spielte 14-mal für die portugiesische U16-Nationalmannschaft und siebenmal für die U17-Auswahl und erzielte in beiden Teams jeweils zwei Treffer.

## Erfolge
Buriram United
- Thailändischer Ligapokalsieger: 2016